# Луций Манлий Вульсон Лонг
Лу́ций Ма́нлий Вульсо́н Лонг (лат. Lucius Manlius Volsō Longus) — римский военачальник и политический деятель из патрицианского рода Манлиев Вульсонов, консул 256 и 250 годов до н. э. Участник Первой Пунической войны.

## Происхождение
Луций Манлий принадлежал к одному из знатнейших патрицианских родов Рима, представители которого регулярно получали консульство, начиная с 480 года до н. э. Историки предполагают, что и номен Manlius с нехарактерным для латинского языка буквосочетанием nl, и первые его носители могли быть этрусского происхождения. Когномен Вульсон (Vulsō) или Вольсон (Volsō), самый ранний из использовавшихся Манлиями, может быть связан с названием этрусского города Вольсинии (Volsinii).
Согласно консульским фастам, у отца Луция Манлия был преномен — Авл; деда звали Публий.

## Биография
В 256 году до н. э. Лонг стал консулом вместе с плебеем Квинтом Цедицием. Последний вскоре умер, и его заменил консул-суффект Марк Атилий Регул. К этому времени уже восемь лет шла первая война Рима с Карфагеном. Добившись серьёзных успехов в Сицилии и на море, римское командование решило нанести противнику окончательный удар в центре его могущества — в Африке.
Консулы возглавили огромный флот, насчитывавший 330 кораблей, на борту которых находилась 40-тысячная армия вторжения. Карфагеняне преградили им путь у мыса Экном на юго-востоке Сицилии. Состоявшееся здесь сражение стало одной из крупнейших морских битв в истории. Чтобы нейтрализовать преимущество врага в маневренности, Регул и Вульсон выстроили свой флот в форме треугольника; тем не менее карфагеняне смогли разорвать римское боевое построение притворным отступлением и нанести массированный удар по двум римским эскадрам из четырёх. Некоторое время преимущество было на их стороне, но вследствие большей стойкости римлян и их превосходства в абордажных схватках карфагеняне были разбиты. Их правый фланг попал в окружение и был уничтожен почти полностью, так что они потеряли 64 корабля против всего 22 у римлян. Эта победа открыла перед Вульсоном и Регулом путь в Африку; при этом в историографии отмечают, что враг был разбит благодаря рядовому составу римских армии и флота, тогда как карфагенское командование было явно более квалифицированным.

Действия римлян в Африке в 256—255 годах до н. э.

Римляне достигли африканского побережья у Гермесова мыса, восточнее тех мест, где их ждали, и вдоль берега проследовали до города Клупея, который взяли и сделали базой для дальнейшего наступления. Пользуясь бездействием карфагенского командования, консулы опустошили близлежащие территории, захватили огромную добычу и 27 тысяч пленных. Ответом на запрос к сенату о дальнейших инструкциях стал приказ для Вульсона вернуться в Италию с половиной армии и всей добычей. Причиной этого было, видимо, недовольство затянувшимися военными действиями со стороны основной массы легионеров, которые хотели как можно быстрее вернуться к своим крестьянским хозяйствам.
Луций Манлий во второй раз стал консулом в 250 году до н. э. вместе с Гаем Атилием Регулом Серраном. Коллеги высадились с армией в Сицилии и осадили Лилибей — один из последних опорных пунктов карфагенян на этом острове. Город очень энергично оборонялся; несмотря на блокаду, в гавань смогла прорваться карфагенская эскадра с 10-тысячным корпусом на борту. В последовавшем за этим крупномасштабном сражении под городскими стенами ни одна из сторон не смогла добиться преимущества, но карфагеняне всё же отступили. Позже, воспользовавшись непогодой, осаждённые сожгли осадные машины римлян, так что Вульсону и Регулу пришлось отказаться от попыток взять город штурмом. Осада Лилибея продолжалась и после истечения срока их полномочий.

## Потомки
Сыновьями Луция Манлия были Луций Манлий Вульсон, претор 218 года до н. э., и Публий Манлий Вульсон, претор 210 года до н. э. Существует гипотеза, что сыном Луция-старшего был и Гней Манлий Вульсон, отец консулов 189 и 178 годов до н. э.